# تمام آن‌چه که هرگز به تو نگفتم
تمام آن‌چه که هرگز به تو نگفتم (انگلیسی: Everything I Never Told You) نخستین رمان سلست اینگ است که در سال ۲۰۱۴ منتشر شد. این رمان در صدر فهرست سال ۲۰۱۴ بهترین کتاب‌های سال آمازون قرار گرفت. این رمان دربارهٔ یک خانوادهٔ چینی-آمریکایی است که لیدیا، یکی از فرزندان این خانواده در دریاچه غرق شده‌است. اینگ، شش سال را صرف نوشتن رمان کرد و چهار پیش‌نویس کامل را پشت سر گذاشت.

## داستان
داستان درباره دختری ۱۶ ساله به نام لیدیا لی است که در اولین خط کتاب مشخص می‌شود مرده است. کتاب داستان تلاش خانواده لی (پدرش جیمز، مادرش ماریلین، برادر بزرگش نت و خواهر کوچکش هانا) در راه کشف علت مرگ اوست.

## جوایز
این رمان توانست در رأس فهرست کتاب‌های سال آمازون و بالاتر از آثار استیون کینگ و هیلاری منتل قرار بگیرد. این رمان جایزهٔ کتاب ماساچوست ۲۰۱۵ و جایزهٔ الکس انجمن کتابخانه آمریکا را نیز در سال ۲۰۱۵ دریافت کرد.